# Mutantes Ao Vivo
Mutantes Ao Vivo är Os Mutantes sjunde album och deras första livealbum. Albumet innehåller tidigare osläppt material. Detta var det sista albumet att släppas innan gruppen upplöstes.

## Låtlista
| Nr  | Titel                   | Längd |
| --- | ----------------------- | ----- |
| 1.  | Anjos do Sul            | 2:39  |
| 2.  | Benvindos / Mistérios   | 4:15  |
| 3.  | Trem / Dança dos Ventos | 3:30  |
| 4.  | Sagitarius              | 5:35  |
| 5.  | Esquizofrenia           | 2:55  |
| 6.  | Rio de Janeiro          | 3:38  |
| 7.  | Loucura Pouca é Bobagem | 4:20  |
| 8.  | Hey Tu                  | 2:55  |
| 9.  | Rock'n Roll City        | 6:30  |
| 10. | Tudo Explodindo         | 4:12  |
| 11. | Grand Finale            | 2:05  |
| 12. | Anjos do Sul            | 1:50  |